# Aquapark

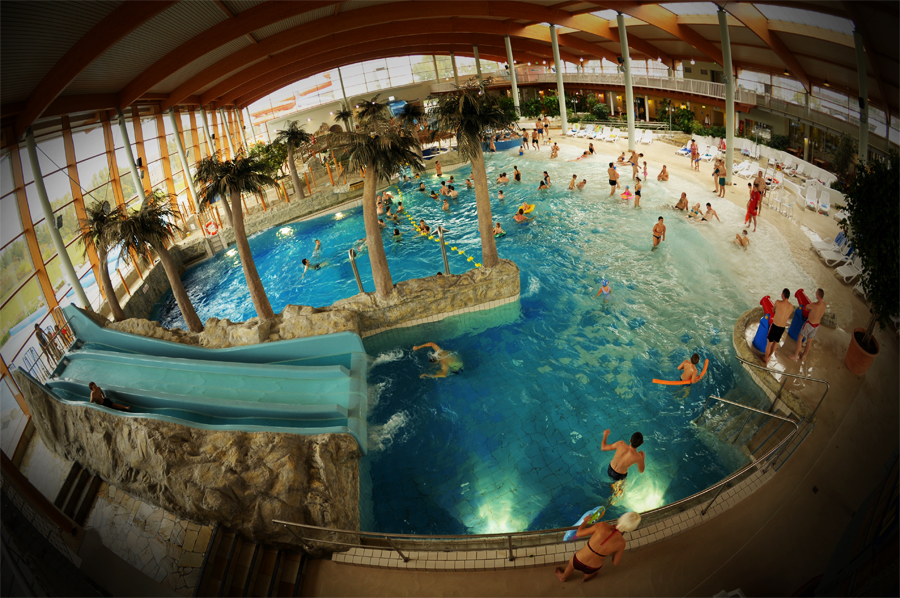
Baseny rekreacyjne we wrocławskim aquaparku

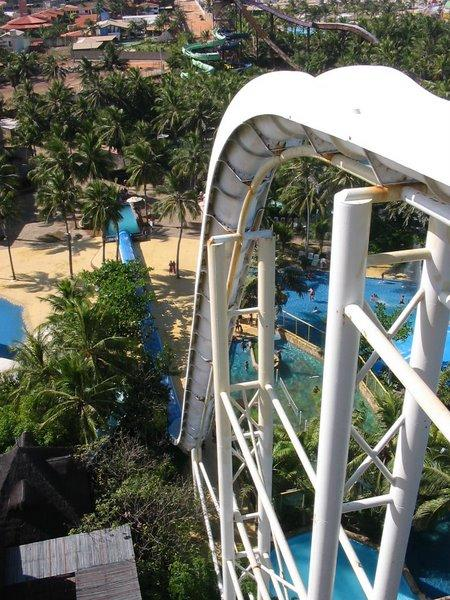
Szybka zjeżdżalnia w plażowym parku w Brazylii

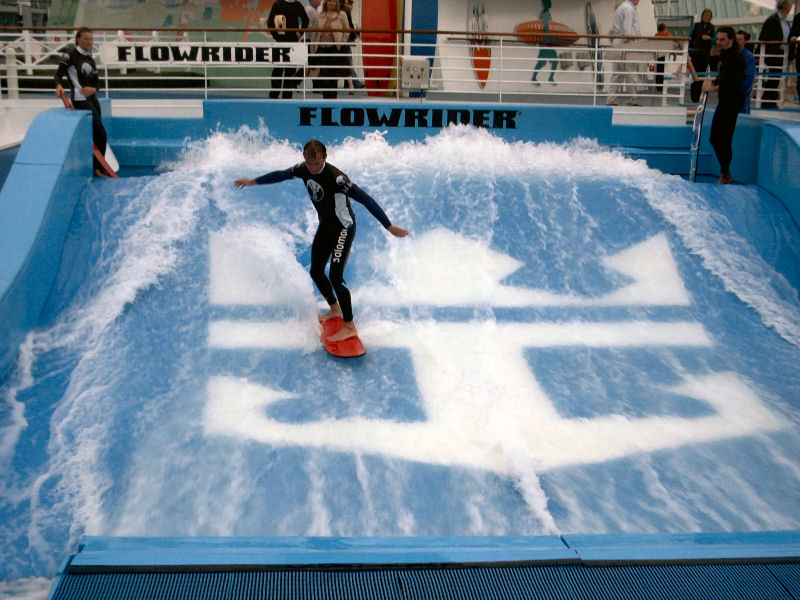
FlowRider to miejsce do surfowania

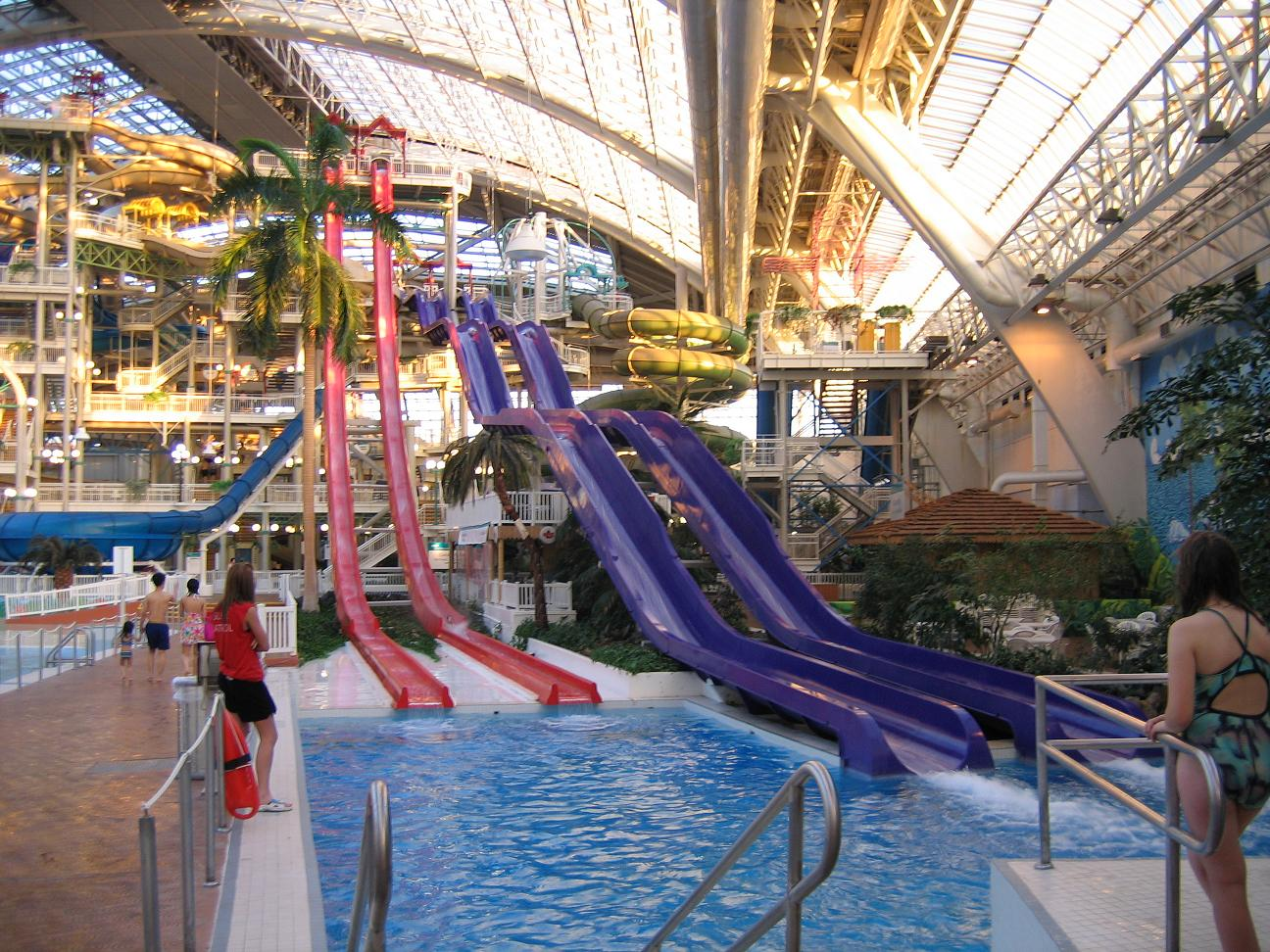
World Waterpark

Aquapark, akwapark, park wodny, wodny park rozrywki (od łac. aqua – woda) – obiekt sportowo-rekreacyjny rodzaj parku rozrywki, którego główną częścią są baseny kąpielowe.
W skład infrastruktury aquaparku wchodzą baseny kąpielowe o różnych głębokościach, wielkościach i ze zróżnicowaną temperaturą wody, często również ze sztucznymi falami oraz miejscami do surfowania. Dodatkowe atrakcje to m.in. zjeżdżalnie, sztuczne rzeki z rwącym nurtem, fontanny, bicze wodne oraz gejzery wodne. W ofercie parków wodnych są również zabiegi hydroterapeutyczne, sauny, solaria, czasem także kąpiele solankowe. Często buduje się parki wodne w miejscach występowania wód termalnych, umożliwiających całoroczne wykorzystywanie obiektów, także tych znajdujących się na powietrzu.

## Położenie aquaparków
Pierwszy kryty aquapark na świecie - o nazwie World Waterpark, wielkości 20 230 m² - otwarto w 1986 r. w centrum handlowym West Edmonton Mall w Edmonton w Kanadzie jako część wartego 1,2 mln dolarów projektu. Jest on wyposażony w największy basen ze sztucznymi falami oraz zjeżdżalniami.
Ze względu na warunki klimatyczne w strefie umiarkowanej w Polsce parki wodne są najczęściej kryte (wewnątrz budynków), natomiast w cieplejszych strefach klimatycznych znajdują się także na wolnym powietrzu oraz na plażach.
Obecnie największy wodny park rozrywki w Polsce to Suntago Wodny Świat we Wręczy, otwarty 20 lutego 2020, stanowiący część parku rozrywki Park of Poland. Najliczniej odwiedzanym aquaparkiem w Polsce jest park wodny we Wrocławiu, który w ciągu roku odwiedza ponad 1 mln osób.

## Największe parki wodne na świecie
- Pekin (Chiny) – 82 akry, 30 tys. ludzi i ponad 50 zjeżdżalni
- Suntago Wodny Świat – największy park wodny w Europie (67 000 m²)[3]

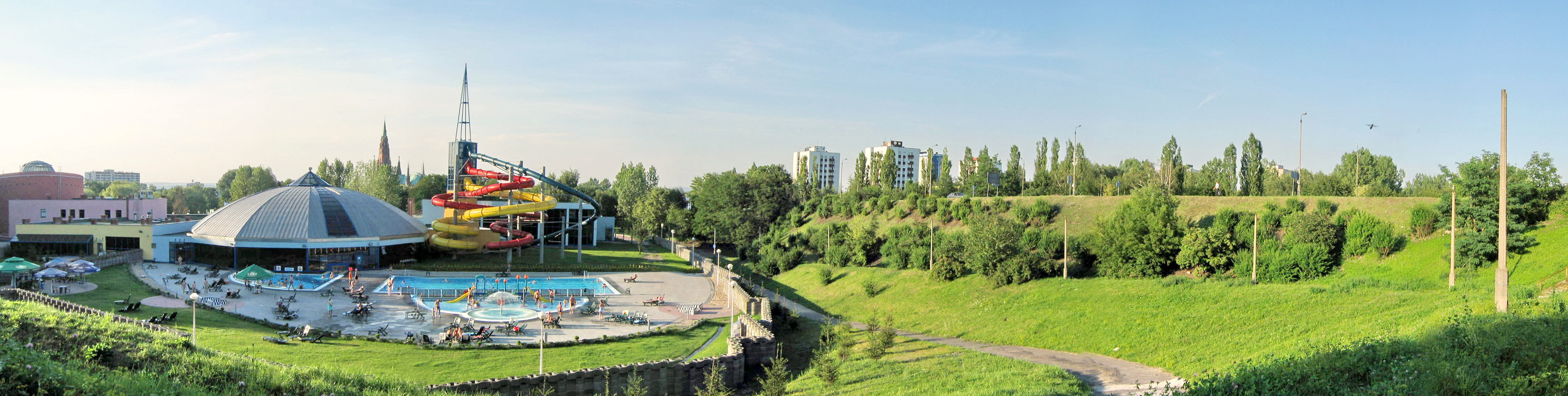
Aquapark „Nemo” w Dąbrowie Górniczej
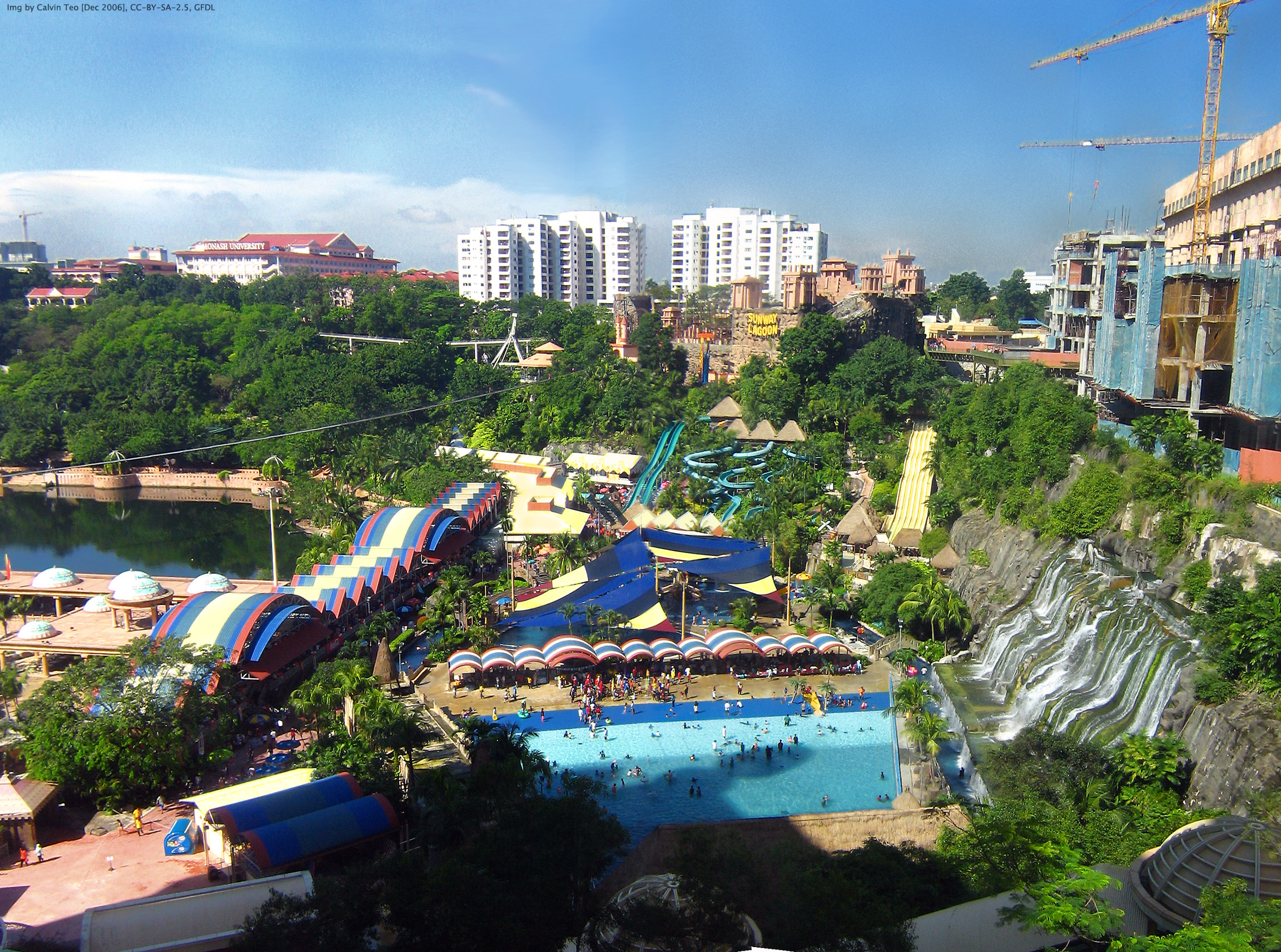
Aquapark w Malezji
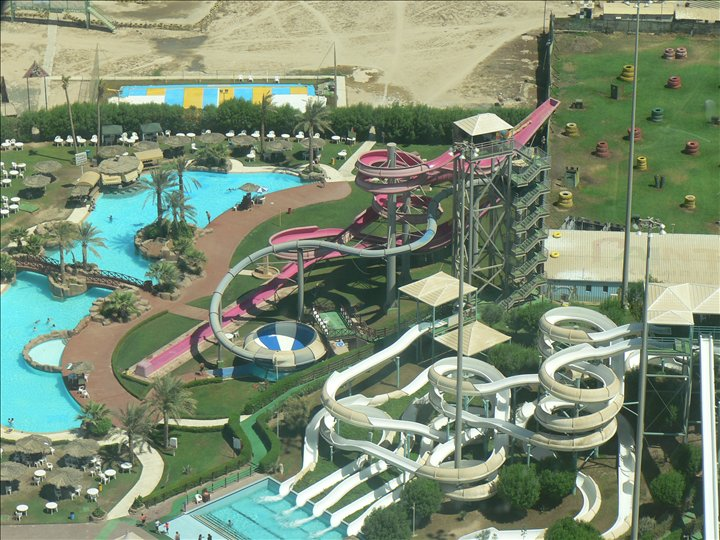
Aquapark w Kuwejcie
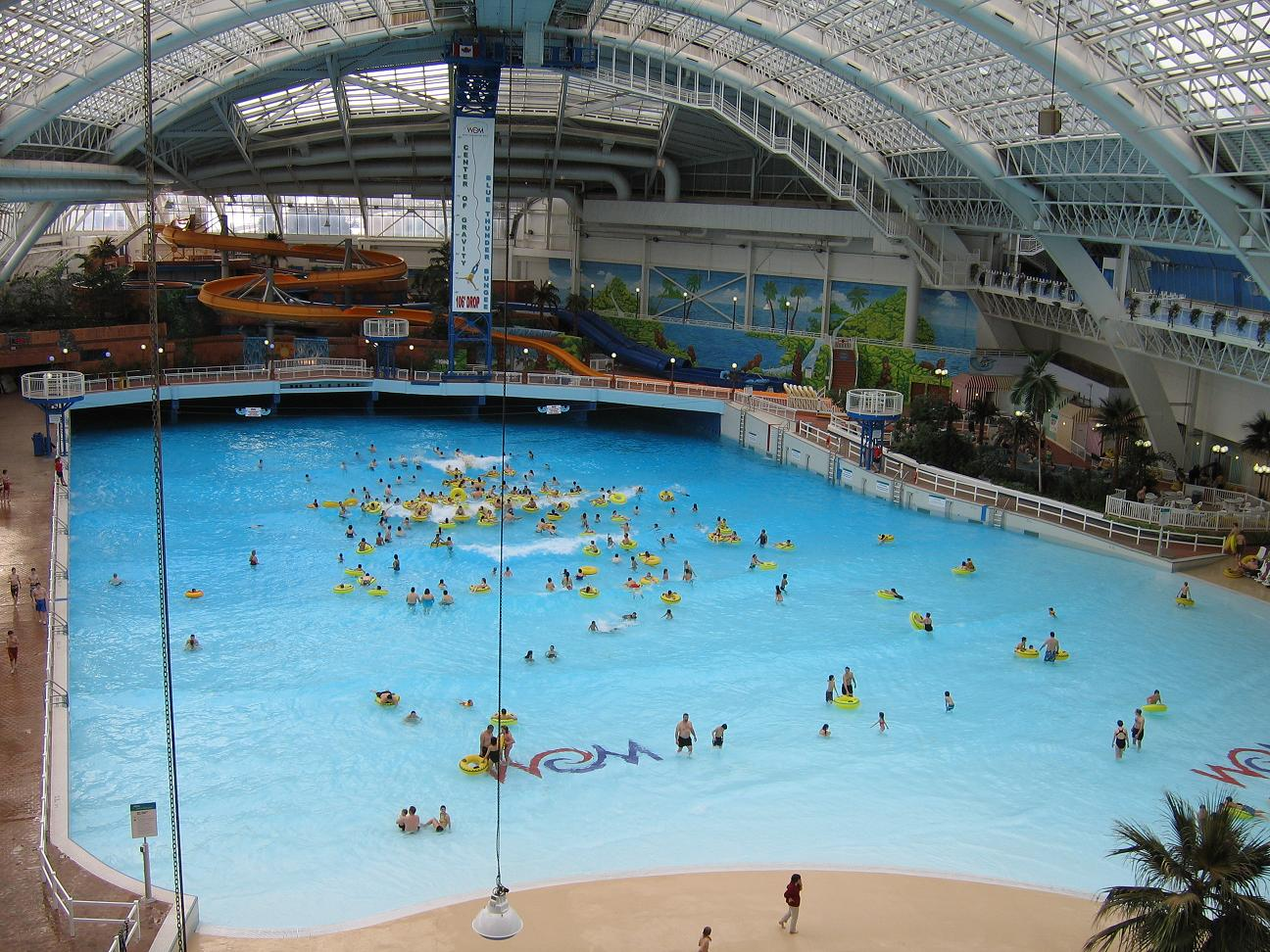
World Waterpark. Basen typu Wavepool
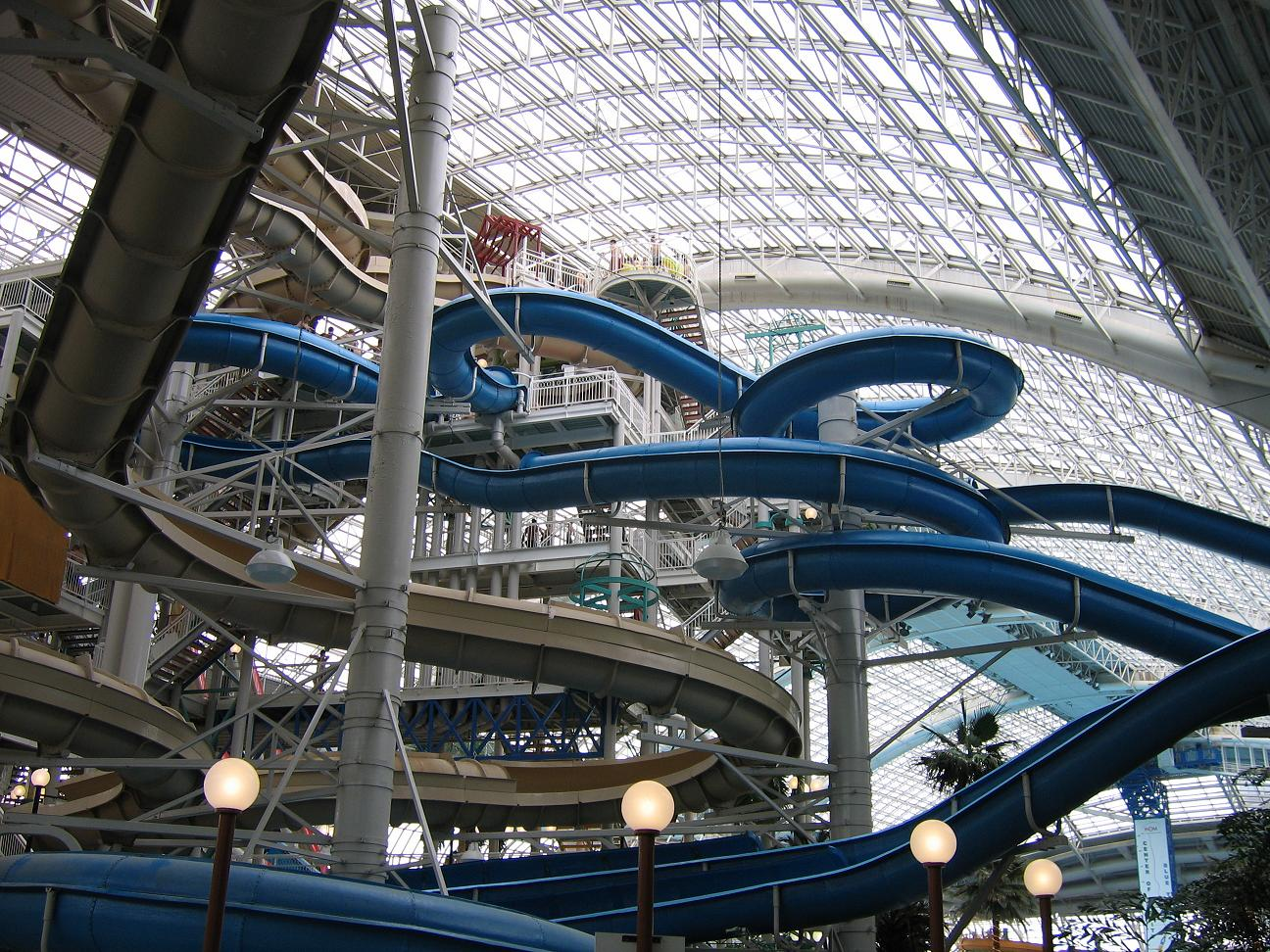
World Waterpark. Różne typy zjeżdżalni
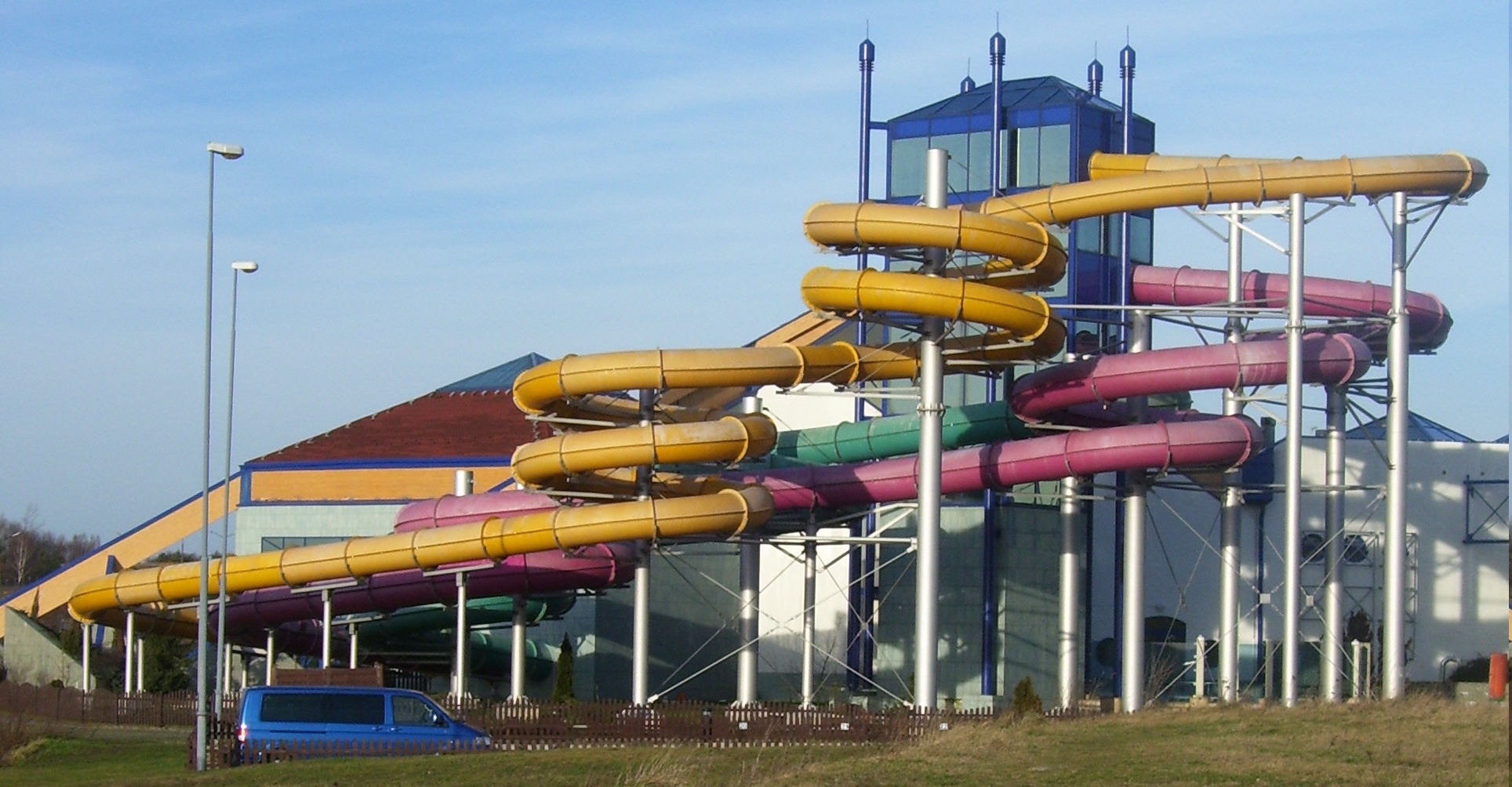
Zjeżdżalnie w Aquaparku w Polkowicach